# آرون دوران
آرون دوران (انگلیسی: Aaron Doran؛ زادهٔ ۱۳ مهٔ ۱۹۹۱) بازیکن فوتبال اهل جمهوری ایرلند است.
از باشگاه‌هایی که در آن بازی کرده‌است می‌توان به باشگاه فوتبال بلکبرن روورز، باشگاه فوتبال میلتون کینز دونز، باشگاه فوتبال لیتون اورینت، و باشگاه فوتبال اینورنس کالدنیون تیسل اشاره کرد.
وی همچنین در تیم ملی فوتبال زیر ۲۱ سال جمهوری ایرلند بازی کرده‌است.